# Novarien
Novarien. è la rivista storica dell'Associazione di Storia della Chiesa Novarese, fondata da Angelo Luigi Stoppa nel 1967.

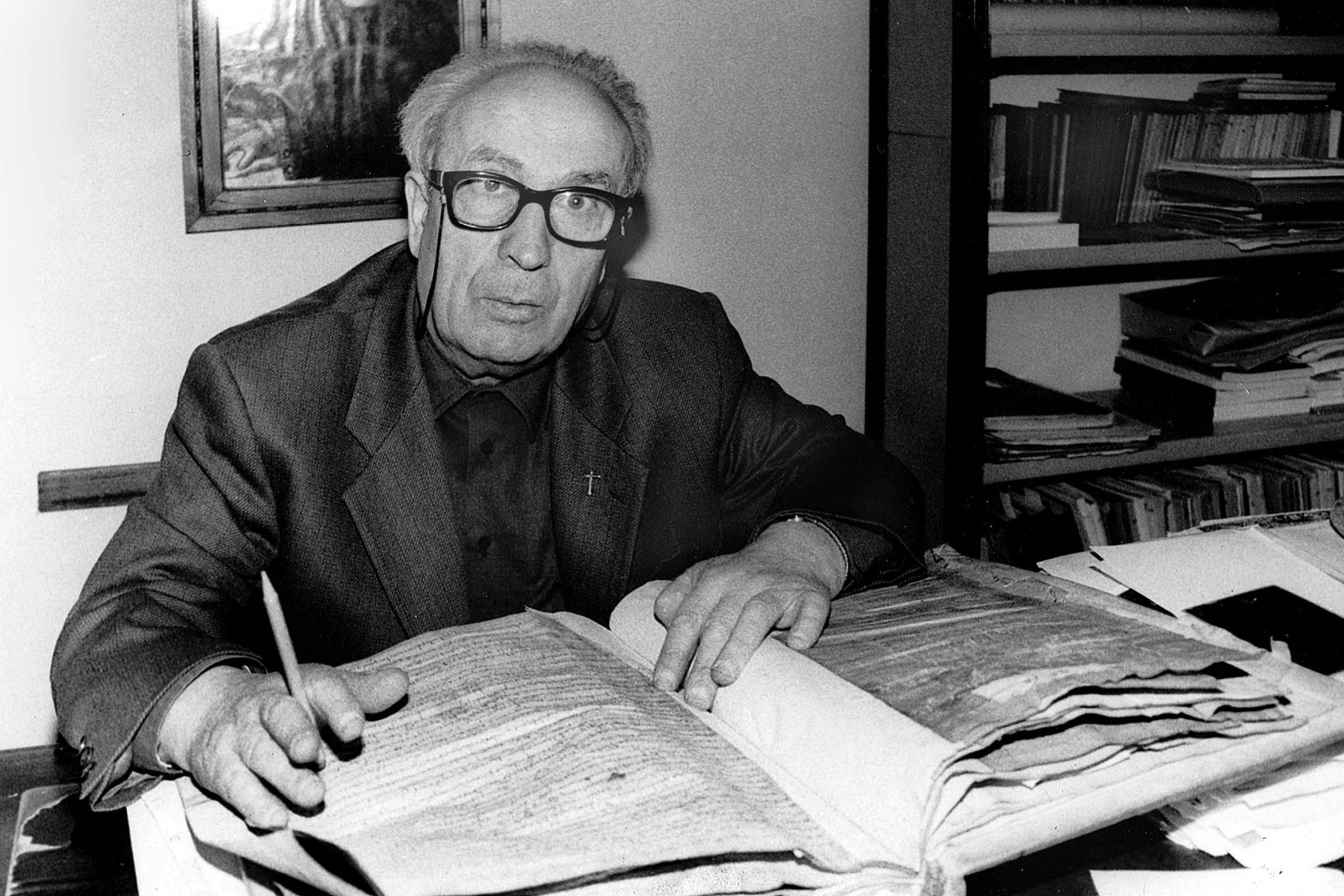
Angelo Luigi Stoppa, fondatore di Novarien.

La rivista ha attualmente cadenza annuale, con numeri monografici dedicati alla storia della chiesa novarese. La pubblicazione è a cura di Interlinea edizioni.
La sede di rappresentanza è l'Archivio storico diocesano di Novara, diretto da Mario Perotti.

## Argomenti
La rivista affronta diversi argomenti inerenti alla storia della chiesa novarese, all'arte e a figure di rilievo nel panorama novarese, attraverso relazioni, testi e documenti, comunicazioni, recensioni e segnalazioni.

## Collaboratori
Dal 1996 al 2019 il presidente della rivista è stato Dorino Tuniz, ora la direzione è passata a Giancarlo Andenna. La codirezione è di Mario Perotti, mentre l'attuale presidente è Franco Dessilani.
Il comitato di redazione comprende: Giancarlo Andenna, Mario Perotti, Battista Beccaria, Pietro Cafaro, Roberto Cardano, Lino Cerutti, Roberto Cicala (segretario di redazione), Emanuele Colombo, Marina Dell'Omo, Franco Dessilani, Elisabetta Filippini, Simona Gavinelli, Carlo Manni, Paolo Milani.
Il comitato scientifico riunisce invece rappresentanti delle istituzioni locali e delle maggiori università italiane ed estere, tra cui Alessandro Barbero (Università del Piemonte Orientale), Ettore Cau (Università di Pavia), Giorgio Chittolini (Università Statale di Milano), Giorgio Cracco (Accademia dei Lincei), Maurilio Guasco (Università del Piemonte Orientale), Edith W. Kirsch (Università del Colorado, USA), Alfredo Lucioni (Università Cattolica di Milano), Paolo Monticelli (Direttore della Cappella Musicale del Duomo), Francesco Traniello (Università di Torino) e John Ward (Università di Sydney, Australia).